# Vega Gimeno
Vega Gimeno, née le 8 janvier 1991 à Valence en (Espagne) est une joueuse espagnole professionnelle de basket-ball.

## Clubs
- ?-?:  Colegio El Pilar
- ?-2009 :  Segle XXI (Ligue 2 espagnole)
- 2009-2010 :  Université Robert Morris
- 2011- :  Rivas Ecópolis

## Palmarès
- Médaille de bronze aux Jeux européens de 2015 (3x3)